# Stanley Kebenei
Stanley Kebenei (* 6. November 1989) ist ein kenianisch-amerikanischer Langstreckenläufer, der für das Iowa Central Community College und die University of Arkansas lief.

## Karriere

### Iowa Central Community College (2011–2013)
Stanley Kebenei gewann neun nationale NJCAA-Meistertitel am Iowa Central Community College.

### University of Arkansas
Im Jahr 2014 wurde Stanley Kebenei als jüngster Senior in der Geschichte von Arkansas bei den NCAA National Cross Country Championships als All-American ausgezeichnet.
Stanley Kebenei erhielt insgesamt sechs NCAA Division 1 Leichtathletik All-American Ehrungen und zwei NCAA Division 1 Cross Country Auszeichnungen.

### Professionelle Karriere
Beruflich ist Stanley Kebenei ein professioneller Läufer für Nike.
Kebenei gewann in 44:37 bei den USATF 15 km Meisterschaften 2016 in Jacksonville, Florida.
Kebenei wurde Zweiter im Hindernislauf beim Payton Jordan Invitational 2016 in 8:22,85. Kebenei wurde Fünfter im Hindernislauf bei der Diamond League Golden Gala 2016 in Rom in 8:18,52.
Bei den Weltmeisterschaften 2017 wurde er Fünfter im Hindernislauf.